# Доббельт, Альфред Альфредович
Альфре́д Альфре́дович До́ббельт (3 декабря 1903, Рязань — 3 февраля 1982, Ленинград) — советский оператор, режиссёр и сценарист.

## Биография
Родился в Рязани, где находилась его семья из-за длительной командировки отца.
 Местом проживания Доббельтов был Павловск, отец, обрусевший немец Альфред Георгиевич, служил конторщиком на одном из предприятий Нобеля в Санкт-Петербурге. Мать — Елена Антоновна Доббельт (урождённая Лешновская), домохозяйка, участвовала в любительских спектаклях. В семье увлекались музыкой и обучали ею детей, у Алфреда был брат Борис и сестра Елена.
В 1918 семья перебралась в Петроград, в том же году из-за эпидемии тифа оба родителя скончались. Доббельт поступил работать киномехаником в кинотеатр «Форум» на Васильевском острове, подрабатывал игрой на рояле. Обучался в Петроградской консерватории по классу рояля и композиции, одновременно с 1920 года начал обучение в Центральном институте живых восточных языков. Не окончив обучение, в 1923 году призван в ряды Красной армии, служил при Высшей артиллерийской школе командного состава киномехаником, руководителем художественной самодеятельности, режиссёром. Затем в Высшей военной школе лётчиков-наблюдателей руководителем кино-лабораторией, кинооператором учебных фильмов.
После демобилизации в 1926 году вместе с Борисом Никифоровым создали собственное кинопроизводство — «Трудкино», где выпустили несколько немых комедийных картин (не сохранились), психологическая драма «Женщина в лесу» (1930) оказалась последней. Не выдержав конкуренции с крупными кинофабриками, в 1930 году коллектив «Трудкино» был расформирован, Доббельт примкнул к ленинградской фабрике «Союзкино». В 1934 году перешёл на ставшую самостоятельной студию научно-популярных и учебных фильмов «Техфильм» (далее — «Лентехфильм»), был одним из первых её штатных режиссёров.
Арестован 27 мая 1938 года по доносу соседей по коммунальной квартире и помещён в одиночную камеру в Шпалерной тюрьме за «антисоветскую агитацию» по статье 58-10 УК РСФСР.

Причина — слушание в комнате А. А. немецкого радио. Радио по ночам слушал немец, прикомандированный из Германии на «Ленфильм» и по просьбе руководства киностудии временно подселённый в комнату А. А.
— Пётр Багров, «Он пролетел по жизни…» 2006
Осуждён особым совещанием при НКВД СССР 19 февраля 1940 года — на 5 лет исправительно-трудовых лагерей. Отбывал наказание в Унжлаге в Горьковской области, затем в лагере К-231 Кировской области. Вначале работал на лесоповале, затем электриком, когда же решением начальника лагеря А. Д. Кухтикова был создан лагерный театр, — стал художественным руководителем и концертмейстером.
После освобождения 7 сентября 1946 года оставлен в посёлке Лесное Верхнекамского района в статусе спецпоселенца без права выезда. На постоянное жительство к нему переехала жена. На правах вольнонаёмного продолжал работать в театре. В 1949 году вместе с женой перебрался в Киров, где поступил в театр ассистентом режиссёра, также был художественным руководителем разных театральных коллективов. Реабилитирован после смерти Сталина, а в 1954 году смог вернуться в Ленинград.
В 1955 году принят на Ленинградскую студию документальных фильмов в качестве ассистента оператора с правом самостоятельной съёмки. Работал над киножурналами «Наш край», «СССР сегодня» и «Ленкиножурнал». Только спустя три года был восстановлен в должности оператора.
После выхода на пенсию в 60-е годы продолжал съёмки по договорам с заводами «Пролетарский» и «Электросила». Последний фильм сделал в 1979 году.
Член Союза кинематографистов СССР (Ленинградское отделение СК СССР).
Скончался 3 февраля 1982 года в Ленинграде.

### Семья
А. Доббельт был дважды женат:
- первый брак (1934) — Валентина Евгеньевна Эндыкович[2];
- второй брак — Лилия Петровна Доббельт[5];
  - дети (от второго брака): дочь Жанна Альфредовна Доббельт и сын Альфред Альфредович Доббельт[источник не указан 129 дней].

## Фильмография
Оператор
- 1927 — Знак «Зерро» на селе
- 1928 — Неудержимый / Случайный спортсмен
- 1929 — Конкурс на…
- 1929 — Последняя скорость
- 1930 — Женщина в лесу
- 1932 — Настанет день
- 1957 — Человек, опередивший время
- 1961 — Спортивная юность
- 1963 — Огни маяка

Режиссёр
- 1927 — Спортивная лихорадка
- 1929 — Конкурс на…
- 1929 — Последняя скорость
- 1930 — Женщина в лесу
- 1932 — Настанет день
- 1962 — Огни маяка

Сценарист
- 1927 — Спортивная лихорадка (совместно с Б. Никифоровым)
- 1929 — Конкурс на…
- 1929 — Последняя скорость
- 1930 — Женщина в лесу